# 張學明
張學明，大紫荊勳賢，GBS，JP（1952年7月3日—），曾任香港立法會議員及香港行政會議成員，新界鄉議局副主席、新界社團聯會榮譽會長、民主建港協進聯盟成員。張學明生於香港新界大埔林村鄉大菴村，為新界原居民，是香島中學、大埔王肇枝中學及英國利物浦約翰摩爾大學的畢業生。

## 背景
張學明的母親是嘉道理農場的一名泥工。他是大埔林村大菴村的原居民，曾就讀林村公立學校（1966年畢業）、香島中學（中五畢業、大埔分校）和王肇枝中學（預科畢業）。後來修讀香港大學社會科學綜合文憑和暨南大學的社會學文憑。他於1982年當選大菴村村代表，自此接觸新界鄉事，1985年成為大埔區議員，從此踏入政壇。1988年，張學明尋求連任失敗。1992年，張學明加入民建聯。1995年，他首度參選立法局新界東北議席，結果落選。1996年參選臨時立法會，最後落選。1997年，他獲香港政府委任為太平紳士。1998年接任大埔鄉事委員會主席一職。1999年成為鄉議局議員及新界社團聯會會長。2002年獲香港特區政府頒發銀紫荊星章，以表揚他對香港社會的貢獻。
2004年，新界鄉議局原副主席彭鏗然突然離世，張學明接任副主席，處理大埔區相關的鄉村事務。同年，張學明與黨友譚耀宗參選立法會新界西地方直接選舉，因張的鄉事派背景深得新界原居民支持，結果他們均在選舉中勝出，使張首度晉身立法會。他與在新界東參選的黨友李國英，成為首次從直選晉身立法會的新界原居民，並與劉皇發、林偉強合稱立法會「鄉事四子」。2007年獲特區政府委任為大埔區議員，並當選大埔區議會主席。
2012年獲特區政府委任行政會議成員，宣佈不會參與2012年香港立法會選舉。2015年3月，當選為大埔鄉事委員會主席，並由大埔區委任議員變為當然議員。由於大埔鄉事委員會主席一職在2019年3月31日任期屆滿，他因此失去當然議員席位和大埔區議會主席資格。

## 迭事
張學明先生亦有參與大埔足球會的事務，現任該會會長。

## 榮譽
- 太平紳士（1997年）
- 銀紫荊星章（2002年）
- 金紫荊星章（2009年）
- 大紫荊勳章（2018年）